# Francisco Álvarez-Cascos
Francisco Álvarez-Cascos Fernández (ur. 1 października 1947 w Madrycie) – hiszpański polityk i inżynier, sekretarz generalny Partii Ludowej (1989–1999), poseł i senator, w latach 1996–2000 wicepremier, następnie do 2004 minister robót publicznych, w latach 2011–2012 prezydent Asturii.

## Życiorys
Ukończył inżynierię budownictwa na Uniwersytecie Politechnicznym w Madrycie. Pracował w wyuczonym zawodzie, przechodząc następnie do działalności politycznej. W 1976 dołączył do partii Reforma Democrática, następnie do tworzonego przez Manuela Fragę Sojuszu Ludowego. W 1979 bez powodzenia kandydował do parlamentu krajowego, w tym samym roku uzyskał jednak mandat radnego Gijón. W latach 1982–1986 był członkiem hiszpańskiego Senatu, a od 1983 również posłem do parlamentu regionalnego w Asturii. W latach 80. opublikował książki, tj. Testimonios de una crisis (1982), Discursos políticos (1984), Los parlamentarios asturianos en el reinado de Fernando VII (1985), Rasgos y riesgos del desencanto astur (1987).
W 1986 po raz pierwszy został wybrany do Kongresu Deputowanych, w którym zasiadał nieprzerwanie do 2004. Po powołaniu m.in. na bazie Sojuszu Ludowego Partii Ludowej objął w 1989 stanowisko sekretarza generalnego nowego ugrupowania, pełniąc tę funkcję do 1999. W 1996 nowy premier Hiszpanii José María Aznar powierzył mu sprawowanie urzędów wicepremiera i ministra ds. prezydencji. W latach 2000–2004 w drugim gabinecie tego samego premiera Francisco Álvarez-Cascos zajmował stanowisko ministra robót publicznych. W 2004 zrezygnował z aktywności politycznej.
Po kilku latach wystąpił z Partii Ludowej. W 2011 utworzył własne regionalne ugrupowanie – Foro Asturias (kierował nim do 2015). Partia ta wygrała wybory do parlamentu wspólnoty autonomicznej w tym samym roku, a Francisco Álvarez-Cascos objął wówczas urząd prezydenta Asturii. Brak większości parlamentarnej skłonił go jednak w 2012 do rozpisania przedterminowych wyborów, w których zwyciężyli opozycyjni socjaliści.